# Ústavní soud Španělska
Ústavní soud Španělského království (španělsky Tribunal Constitucional del Reino de España, zkratka TC) je specializovaná soudní instituce unitárního státu, stojící mimo systém obecných soudů a jehož základním posláním je garantovat ústavnost právního řádu a poskytovat ochranu základních lidských práv fyzických a právnických osob na základě ústavy Španělského království. Soudce jmenuje král dle článku 159 Ústavy španělského království, a to na základě nominací Kongresu (4), Senátu (4), vlády (2) a Generální soudní rady (2). Soud sídlí v Madridu v městském obvodě Chamberí.

## Poslání a kompetence soudu
Daná obecně Ústavou – Článkem 161 Ústavy španělského království, (ještě před přijetím Zákona o Ústavním soudu /LOTC/)

### Obecné dle Ústavy
1. Ústavní soud má působnost na celém výsostném území Španělska a má rozhodovací pravomoci v těchto případech:
  - a) žaloby na základě tvrzení, že zákony anebo právní normy se silou zákona odporují ústavě. Prohlášení protiústavnosti právní normy se silou zákona, jež byla předmětem výkladu prostřednictvím soudů, je pro ně závazné, jestliže rozsudek nebo rozsudky, které na jejím základě vydaly, neztrácejí právní účinnost.
  - b) ústavní stížnost proti porušení práv a svobod obsažených v čl. 53 odstavec 2 této ústavy, a to v případech a ve formách, které určí zákon.
  - c) kompetenční konflikty m ezi orgány státu a autonomích společenstvía nebo mezi těmito posledními navzájem
  - d) ve všech ostatních věcech, které ústava nebo organický zákon tomuto soudu svěří
2. Vláda může před Ústavním tribunálem napadnout ustanovení a usnesení,jež byla přijata orgány autonomních společenství. Stane-li se tak, dochází k přerušení aplikace dotčených ustanovení nebo dotčeného usnesení. Soud však muí během pěti měsíců tato buď potvrdit nebo definitivně zrušit.

### Podrobné dle Zákona o ústavním soudu
Tyto obecně dané kompetence ústavou byly dále rozvedeny a upřesněny následujícím Zákonem o Ústavním tribunálu a Ústavní tribunálje příslušný pro jednání a rozhodování (článek 2.1 LOTC):
1. Žaloba vůči protiústavnosti a otázka neústavnosti proti zákonům a normativním ustanovením silou zákona (např. Zákony a legislativní vyhlášky). Ústavní stížnost lze podat u předsedy vlády, ombudsmana, 50 poslanců Kongresu, 50 senátorů, regionální vlády a regionálních parlamentů;
2. Žaloba k ochraně za porušení základních práv a svobod uvedených v čl. 53.2 Ústavy, tedy pro porušení svobod a práv uznaných v umění. 14 až 29 Ústavy, a to jak obsáhlé, tak svedomití proti vojenské službě podle čl. 30. Každá fyzická nebo právnická osoba, která se dovolává oprávněného zájmu, může ombudsmana a veřejného žalobce podat;
3. Žaloba pro ústavní střety hospodářské soutěže mezi státem a autonomními společenstvími nebo mezi nimi,
4. O konfliktech mezi ústavními orgány státu;
5. K prozkoumání předběžné otázky o ústavnosti mezinárodních smluv;
6. Výzvy stanovené v článku 161.2 ústavy. Podle tohoto článku může vláda napadnout u Ústavního soudu ustanovení a usnesení přijatá orgány autonomních společenství. Výzva bude mít za následek pozastavení napadeného ustanovení nebo usnesení, ale Ústavní soud musí v případě potřeby ratifikovat nebo zrušit ve lhůtě nepřesahujícím pět měsíců;
7. O konfliktech v obraně místní autonomie;
8. Ověření jmenování soudců Ústavního soudu za účelem posouzení, zda splňují požadavky požadované Ústavou a tímto zákonem;
9. Z dalších věcí, které mu připisují Ústava a Organické zákony.

Pravomoc soudně-správní jurisdikce a nikoliv Ústavního soudu jako právního řádu vycházejícího z vlády prostřednictvím její zákonné moci (článek 97 Ústavy a článek 23 zákona vlády), které nemají sílu zákona, neexistuje odvolání protiústavnosti. Soudem s konečnou příslušností v této věci by byl Nejvyšší soud.
Mezinárodní smlouvy lze však proti Ústavnímu soudu odvolat protiústavnost, neboť španělská ústava jim dává sílu zákona (článek 96 ústavy).
Ústavní soud může vydávat předpisy o svém vlastním fungování a organizaci, jakož i o režimu jeho personálu a služeb v rámci svého zákona o ekologickém zákonodárství. Tyto předpisy, které musí být schváleny celým plénem tribunálu a musí být zveřejněny v Úředním věstníku – pověřený její předseda (čl. 2.2) LOTC položí otázku neústavnosti proti zákonů a předpisů, které mají sílu zákona (např. Zákony a legislativní vyhlášky). Ústavní stížnost lze podat u předsedy vlády, ombudsmana, 50 Kongresu poslanců, 50 senátorů, autonomní vlády a autonomních parlamentů;

## Přehled soudců (2017)
| Jméno                                 | Funkce          | „tábor“       | navržen               | řádný konec funkčního období |
| ------------------------------------- | --------------- | ------------- | --------------------- | ---------------------------- |
| Alfredo Montoya Melgar                |                 | konservativní | Senat                 | březen 2026                  |
| Ricardo Enríquez Sancho               |                 | progresivní   | Senát                 | březen 2026                  |
| María Luisa Balaguer Callejón         |                 | progresivní   | Senát                 | březen 2026                  |
| Cándido Conde-Pumpido Tourón          |                 | konservativní | Senát                 | březen 2026                  |
| Juan José González Rivas              | Prezident       | konservativní | Kongres               | listopad 2019                |
| Andrés Ollero Tassara                 |                 | konservativní | Kongres               | listopad 2019                |
| Maria Encarnació Roca i Trias         | Viceprezidentka | progresivní   | Kongres               | listopad 2019                |
| Fernando Valdés Dal-Ré                |                 | progresivní   | Kongres               | listopad 2019                |
| Juan Antonio Xiol Ríos                |                 | progresivní   | Generální soudní rada | červen 2022                  |
| Santiago Martínez-Vares García        |                 | konservativní | Generální soudní rada | červen 2022                  |
| Antonio Narváez Rodríguez             |                 | konservativní | vláda                 | červen 2022                  |
| Pedro José González-Trevijano Sánchez |                 | konservativní | vláda                 | červen 2022                  |

## Budova soudu
Kvůli umístění budovy soudu bylo nutné přetrasovat projekt linky 7 madridského metra mezi stanicemi Islas Filipinas a Guzmán el Bueno tak, aby se tunel metra budově vyhnul a neprocházel přímo pod ní. Místo toho byla zvolena trasa vedoucí pod sousední nemocnicí San Carlos.